# ノーリング
ノーリング（英: Knolling）は、被写体となる物体群を垂直や水平のモチーフで並べる手法のことである。

## 概要
1987年、アメリカ人建築家であるフランク・ゲーリーのスタジオに勤務していた清掃員のアンドリュー・クロメロウによって生み出された造語である。ノール社（英語: Knoll, Inc.）の椅子のデザインを手掛けていた際に工具を整理整頓する方法としてこの手法を用いており、ノーリングという名称は当ブランドに由来している。
彼の同僚であったアメリカ人現代アーティストのトム・サックス（英語: Tom Sachs）はこの手法を気に入り、収納術として提唱するほか、アートの技法として自身の作品にも取り入れている。